# Ли Цинчжао
Ли Цинчжао (кит. 李清照, пиньинь Lǐ Qīngzhào) (13 марта 1084, Чжанцю, область Цзичжоу — 12 мая 1155, Цзиньхуа, Чжэцзян) — китайская поэтесса жанра цы (кит. 词) времён династии Сун.
Псевдоним Ли Цинчжао — И-ань Цзюйши (кит. 易安居士, пиньинь Yìān Jūshì).

## Биография

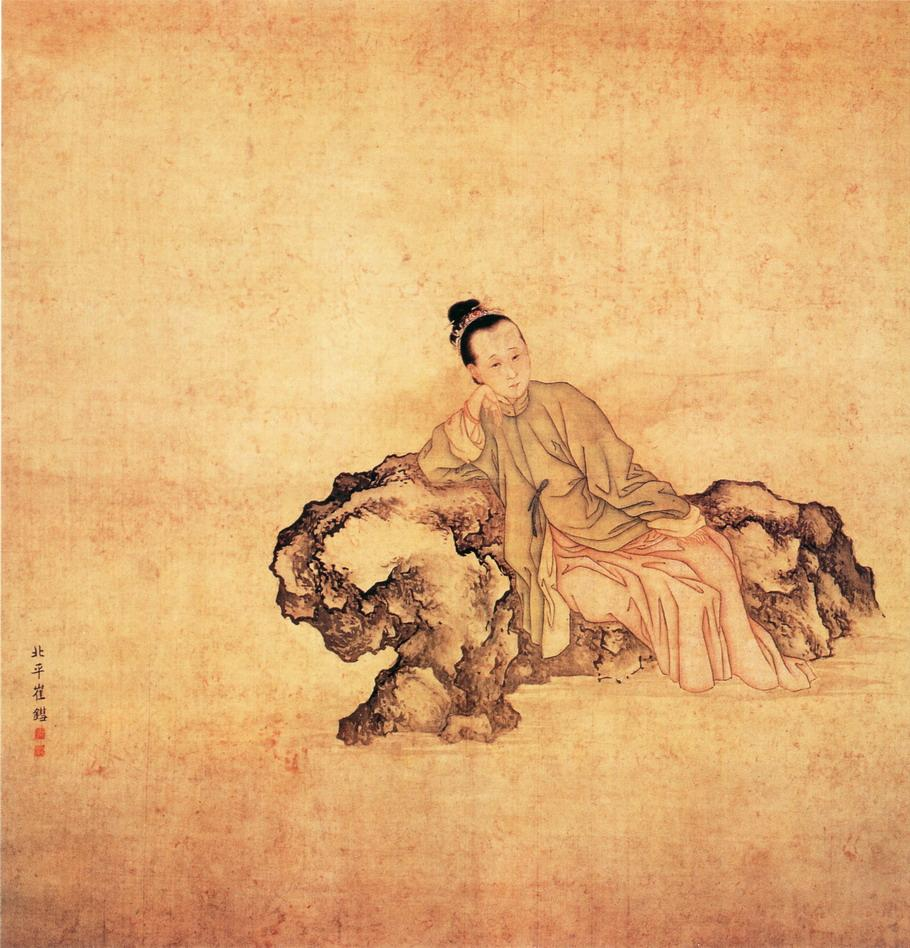
Портрет Ли Цинчжао на камне

Родилась 13 марта 1084 года в Чжанцю области Цзичжоу (сейчас — Цзинань провинции Шаньдун) империи Сун в семье учёного. Её отец, Ли Гэфэй, был профессором в Императорской Академии в Бяньляне. В семье с детства развивали литературные и художественные таланты Ли Цинчжао.
В 1101 году вышла замуж за историка и антиквара Чжао Минчэна. До 1127 года супруги жили на территории современной провинции Шаньдун, однако исторические события, известные как Похищение императоров, вынудили их бежать на юг. Год они прожили в Нанкине, после чего снова уехали. В 1129 году в результате болезни Чжао Минчэн умер. Ли Цинчжао в одиночестве поселилась в Ханчжоу (провинция Чжэцзян).
Смерть мужа наложила отпечаток на её дальнейшее творчество, которое было наполнено горем и болью.
О её смерти данные очень противоречивы. Называются разные даты с 1145 по 1156, разные города в провинции Чжэцзян. По одной из версий она умерла 12 мая 1155 года. Британская энциклопедия сообщает, что Ли Цинчжао умерла не ранее 1155 года в городе Цзиньхуа.

## Память о Ли Цинчжао

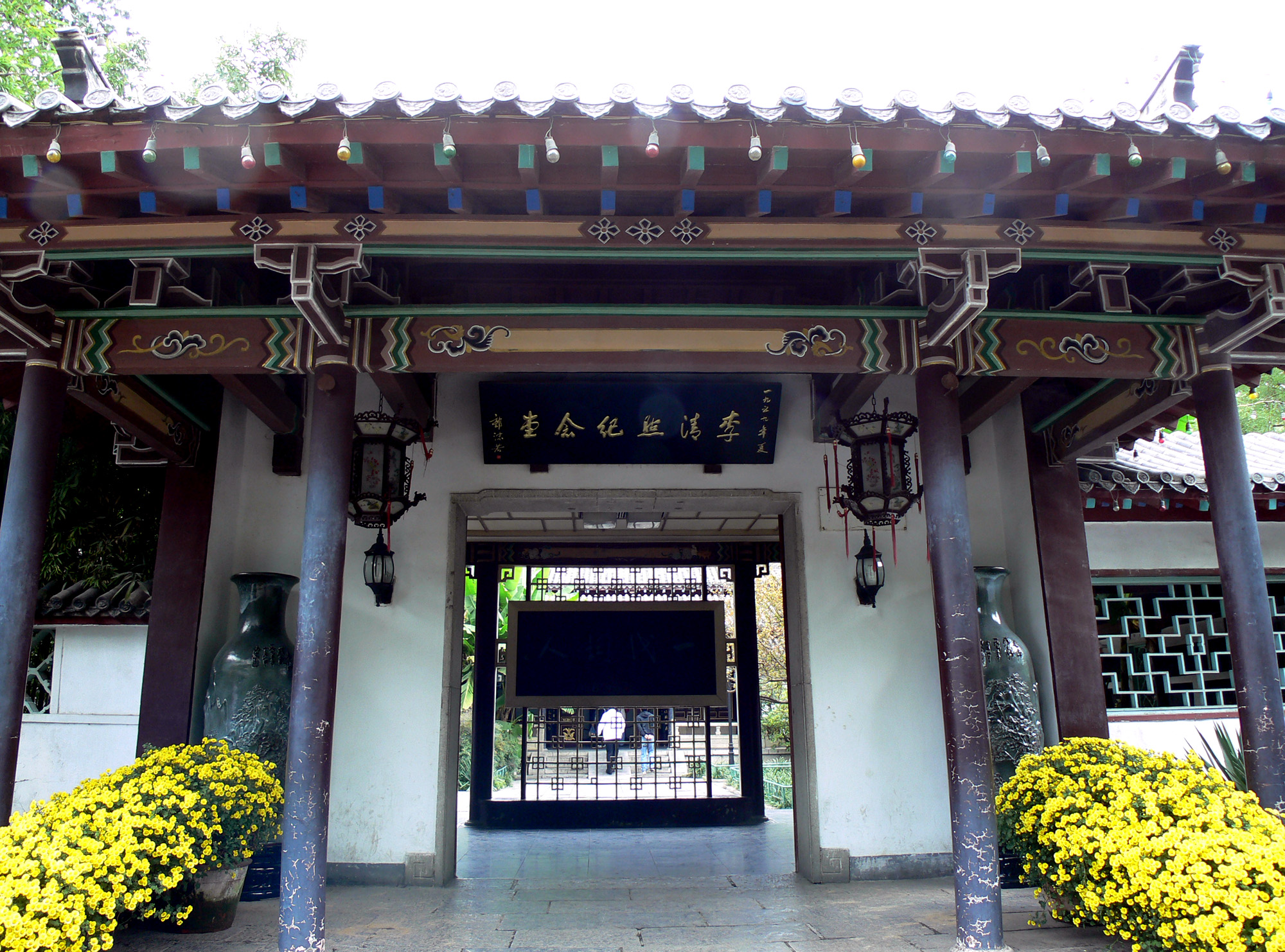
Мемориал Ли Цинчжао в Цзинани

- Мемориал Ли Цинчжао в Цзинани (кит. 李清照纪念堂)[6]
- Кратер Ли Цинчжао (Li Ch’ing-Chao) на Меркурии[7]
- Кратер Ли Цинчжао (Li Qingzhao) на Венере[8]

## Переводы
- Ли Цин-Чжао. Строфы из граненой яшмы / пер. Михаила Басманова. М.: Художественная литература, 1970. 80 с.; 1974. 106 с.
- Ли Цинчжао. Звездная река. Перевод П. Алешина: https://articulationproject.net/17356
- Ли Цинчжао. Драгоценные алость и белизна. Вольные переводы Павла Алешина. М.: Водолей, 2024.